# Route 261 (Québec)
Pour les articles homonymes, voir Route 261.
La route 261 (R-261) est une route régionale québécoise d'orientation nord / sud située sur la rive sud du fleuve Saint-Laurent. Elle dessert la région administrative du Centre-du-Québec.

## Tracé
L'extrémité sud de la route 261 est située à Saint-Valère sur la route 161 alors que son extrémité nord, 42 kilomètres plus loin, est située à Bécancour, sur la route 132.

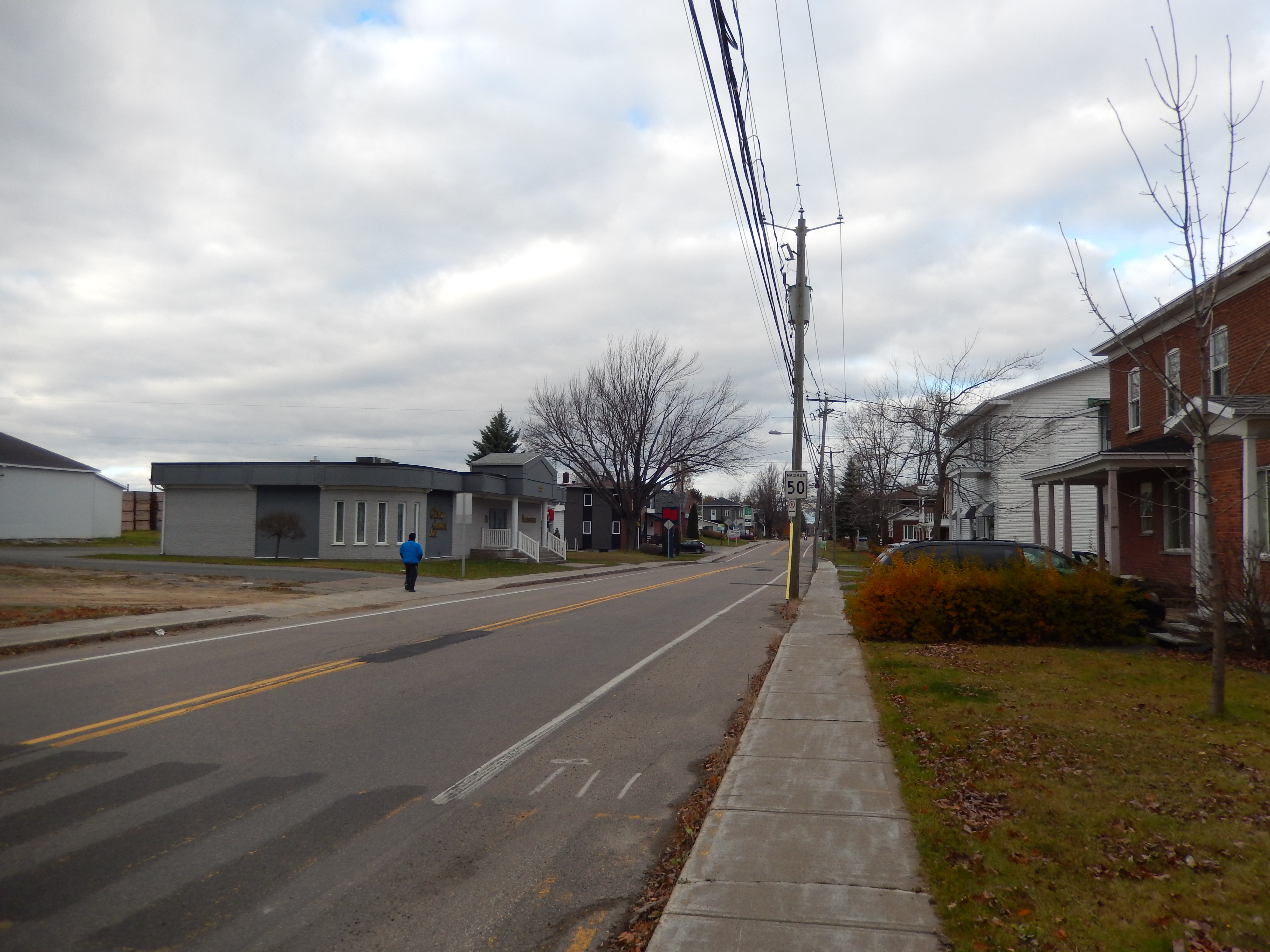
Route 261 à Daveluyville.
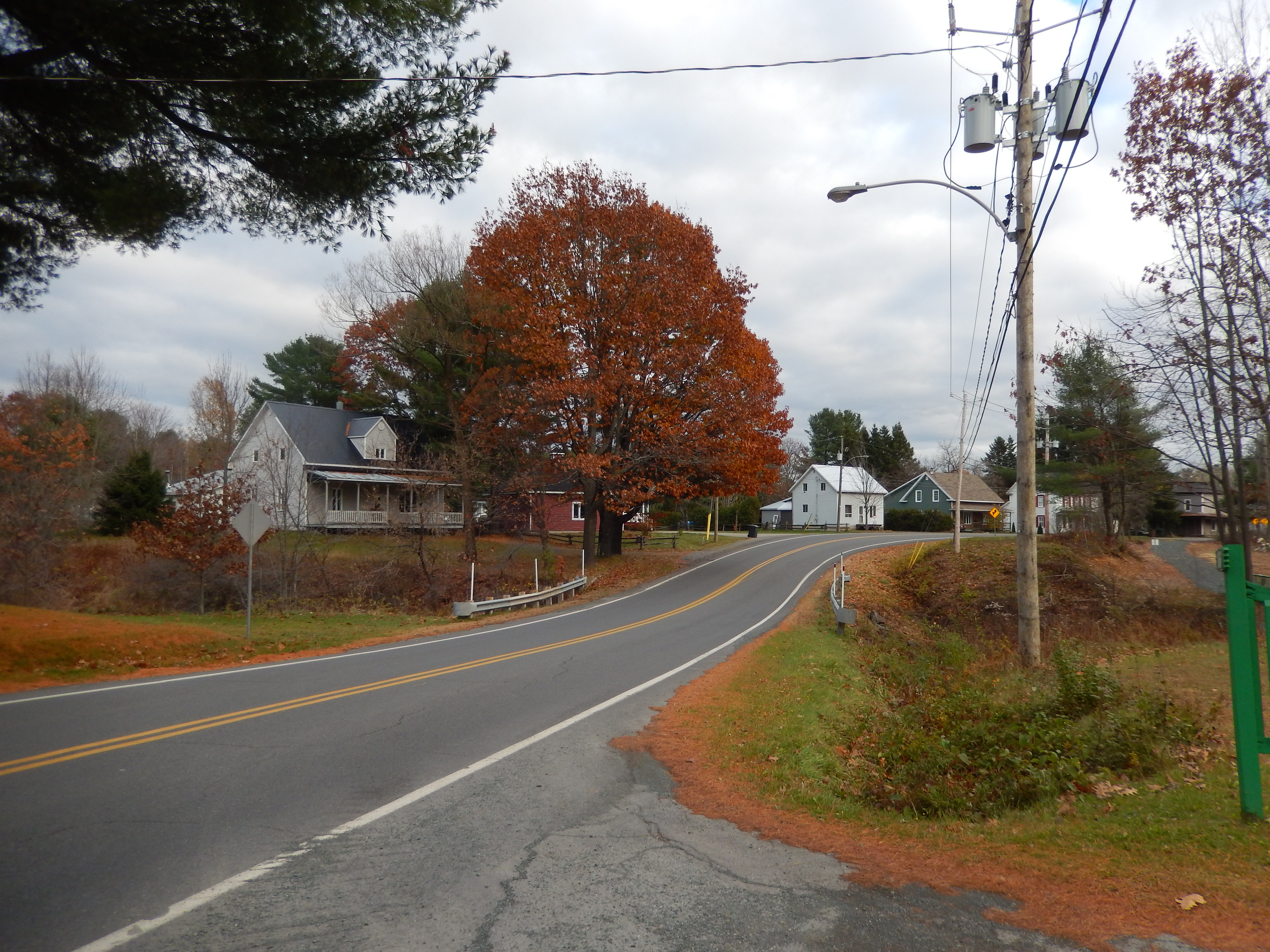
Route 261 à Maddington Falls.
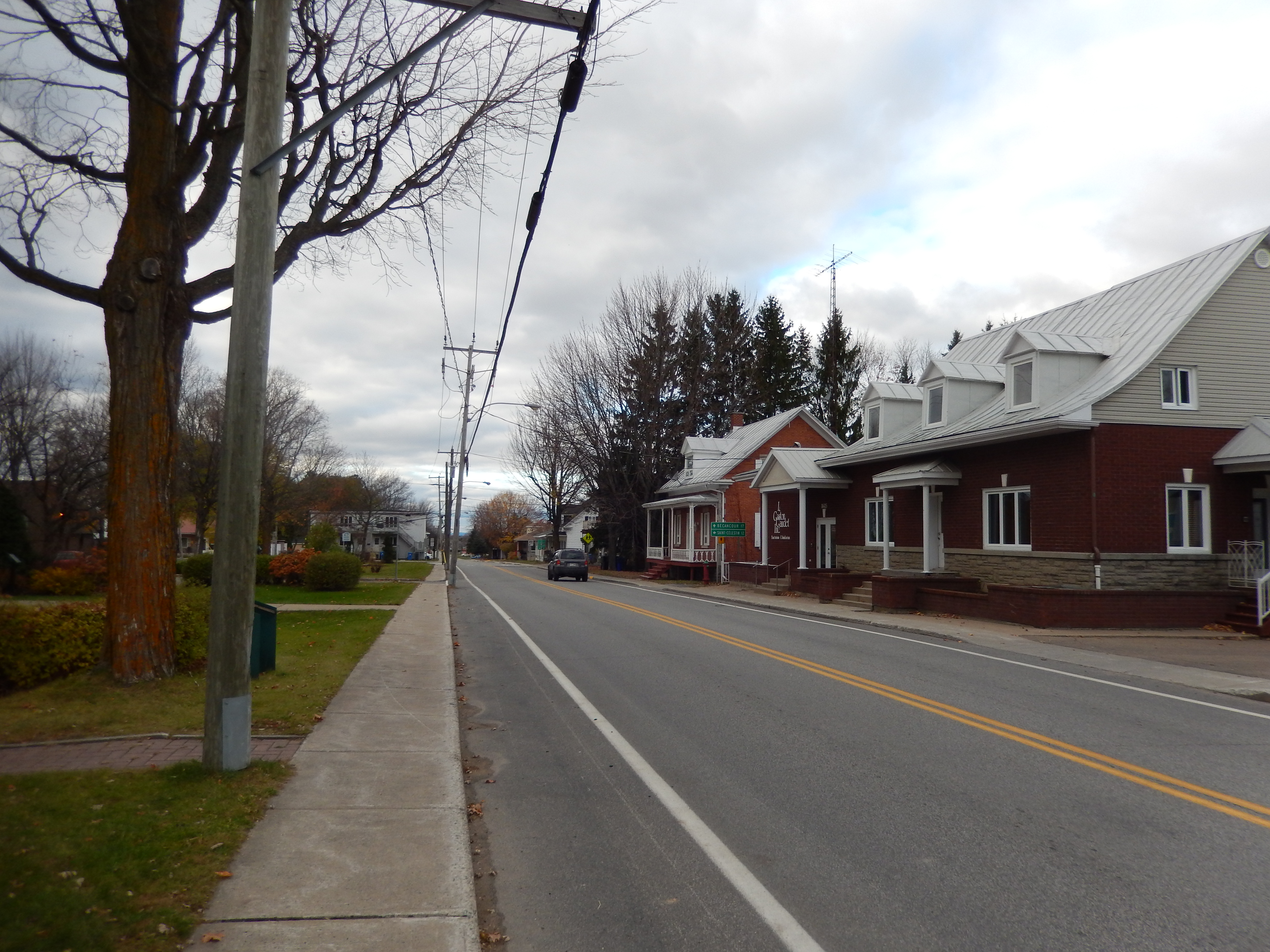
Intersection des routes 261 et 226 à Sainte-Gertrude.

## Localités traversées (du sud au nord)
Liste des municipalités dont le territoire est traversé par la route 261, regroupées par municipalité régionale de comté.

### Centre-du-Québec
Arthabaska
- Saint-Valère
- Daveluyville
- Maddington Falls

Bécancour
- Saint-Sylvère
- Bécancour

## Intersections majeures
| MRC                     | Municipalité | km    | Destinations                                        | Notes                                    |
| ----------------------- | ------------ | ----- | --------------------------------------------------- | ---------------------------------------- |
| Arthabaska              | Saint-Valère | 0,00  | R-161 – Saint-Valère, Victoriaville, Sainte-Eulalie |                                          |
| Arthabaska              | Daveluyville | 9,80  | A-20 – Montréal, Québec                             | Sortie 220 de l'A-20                     |
| Bécancour               | Bécancour    | 26,00 | R-226 est – Sainte-Marie-de-Blandford               | Terminus sud du multiplex avec la R-226  |
| Bécancour               | Bécancour    | 29,80 | R-226 ouest – Saint-Célestin                        | Terminus nord du multiplex avec la R-226 |
| Bécancour               | Bécancour    | 42,30 | A-30 / R-132 – Trois-Rivières, Bécancour, Gentilly  | Intersection à niveau                    |
| - Terminus de multiplex |              |       |                                                     |                                          |